# Somanathapura

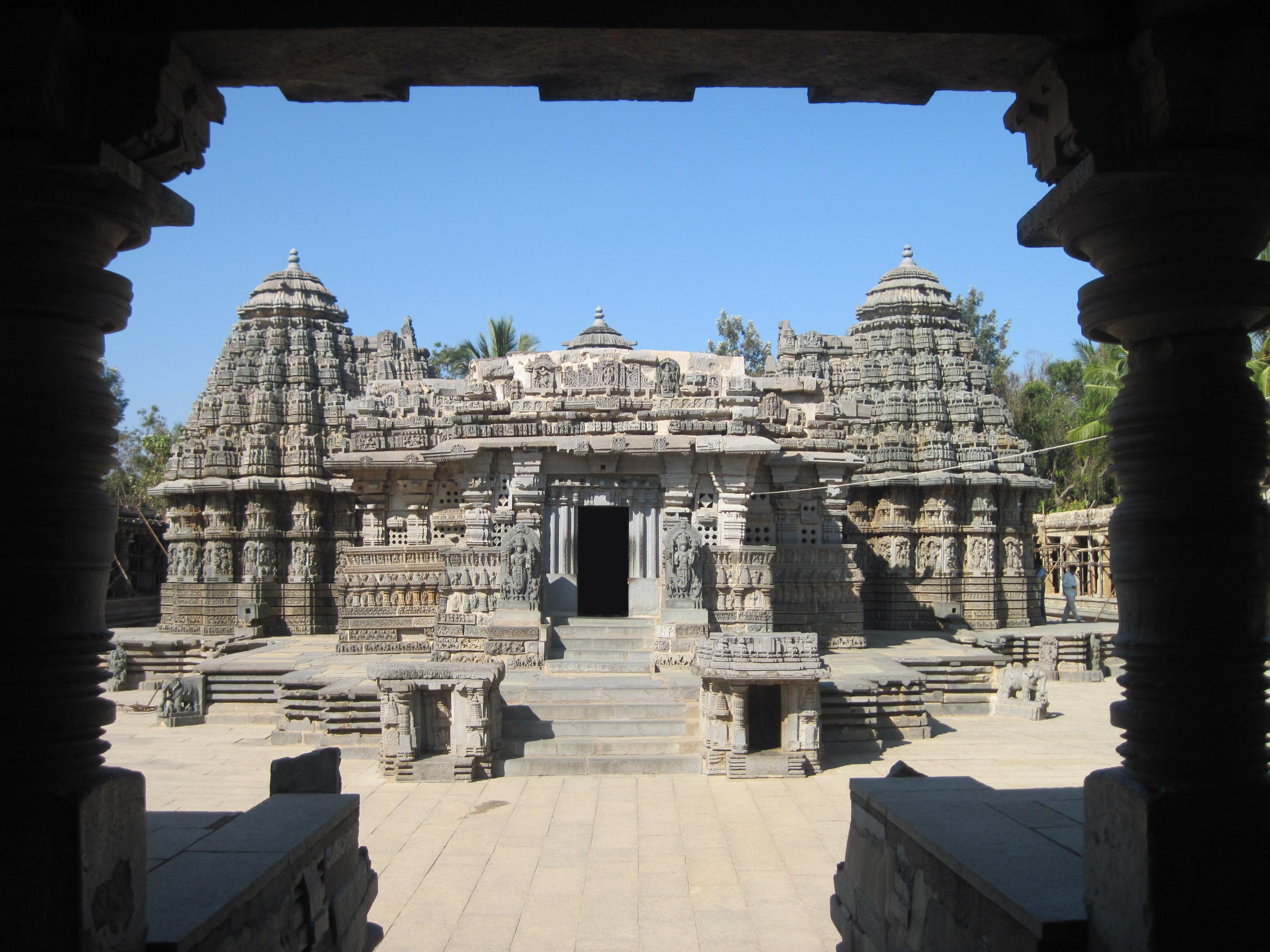
Templo Chennakesava en Somanathapura.

Somanathapura, ಸೋಮನಾಥಪುರ, también conocida como Somnathpur, es una pequeña localidad situada en la orilla izquierda del río Kaveri a 35 km de Mysore, en el estado de Karnataka, India. Somanathapura es famosa por el templo Chennakesava (también llamado templo "Kesava" o "Keshava") edificado por Somnath, un dandanayaka ("comandante"), cuando los Hoysala eran la gran potencia en el sur de la India, reinando (1254 a 1291) Narasimha III. El templo Chennakesava es uno de los más representativos ejemplos de la arquitectura Hoysala que se conserva en buen estado. El templo está adscrito, como patrimonio monumental, al Servicio Arqueológico de la India.

## Historia
Unos años después de construir el templo Chennakesava, Somnath fundó una ciudad, al lado izquierdo del río Kaveri y le dio su nombre, Somnathpur. Todos los hechos están debidamente mencionados en una lápida escrita en canarés antiguo. Somnath, en un intento de conseguir su inmortalidad, hizo levantar otros templos en el mismo territorio como los de Panchalingeswara y el de Lakshminarayana.

## Los templos

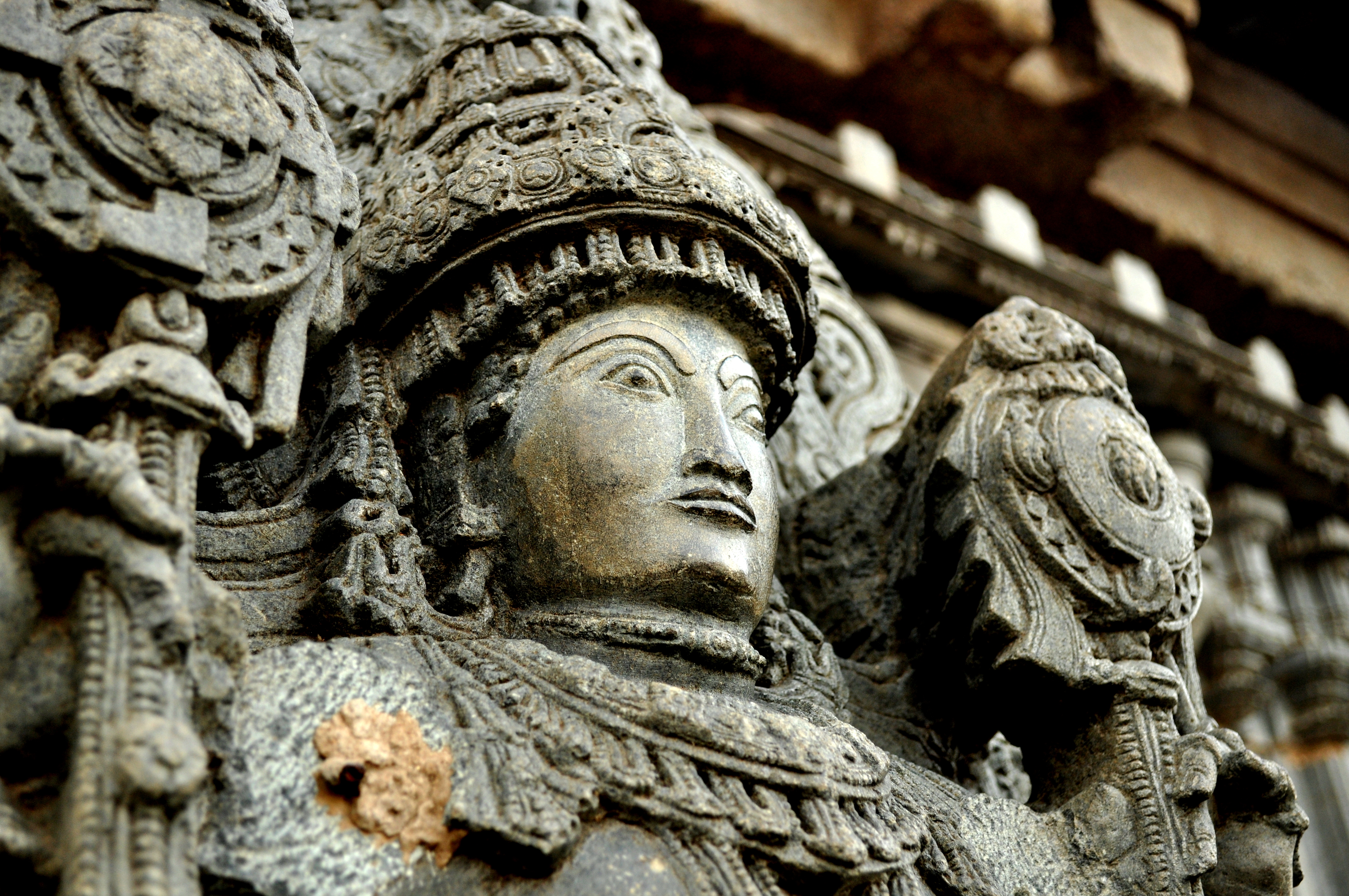
Estatua de Vishnu.

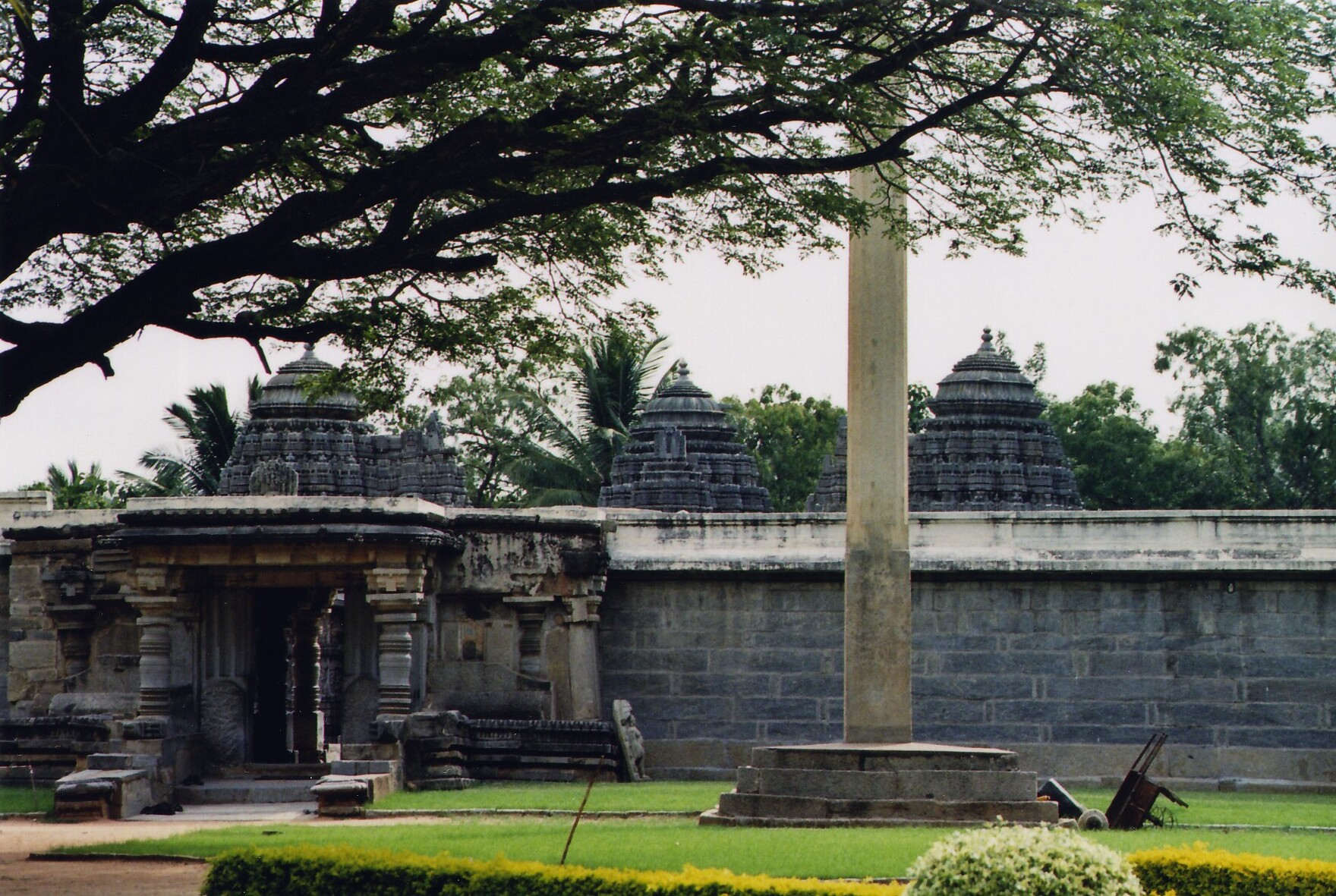
Porche de entrada al templo trikuta ("con tres vimana").

Los templos de Somanathapura no son tan bien conocidos como los de Belur y Halebidu, todos del mismo período. A menudo uno se refiere a Somanathapura como la hermana pobre de las otras dos. Sin embargo, es más representativa de la época ya que, a diferencia de estas otras ciudades, no ha sufrido grandes destrucciones y por tanto, ofrece una mejor visión del período arquitectónico.
Los templos de Somanathapura adscriben a la arquitectura Hoysala, en la que el edificio toma forma de microcosmos con patrones para la disposición de las diferentes dependencias. Sus diseños particulares y su simetría perfecta resultan peculiares en medio de las granjas y tierras de labranza de los pueblos vecinos. Sus paredes exteriores están formadas por una especie de pliegues estrellados y están todas revestidas con losas esculpidas en relieve representando dioses y diosas, bailarinas, músicos, gurús y todo tipo de animales, como toros, monos, elefantes, leones y también fantásticos. Por sobre los zócalos hay exquisitas figuras de deidades extraídas de los Puranas meticulosamente dispuestas en paneles verticales. El más conocido de estos templos en Somnathpur es el dedicado a Kesava levantado hacia el 1268.

## Galería de imágenes

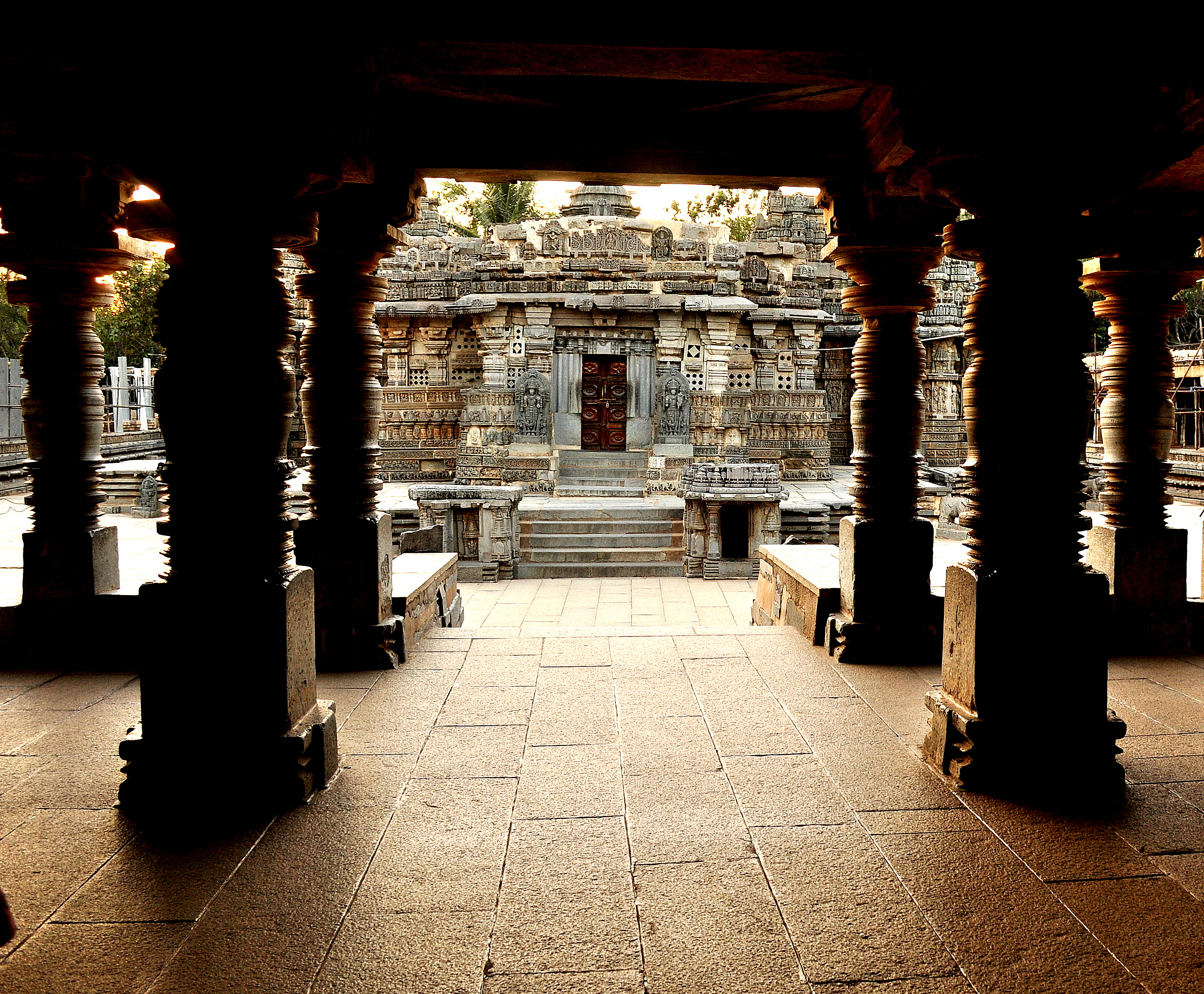
El templo, entre columnas.
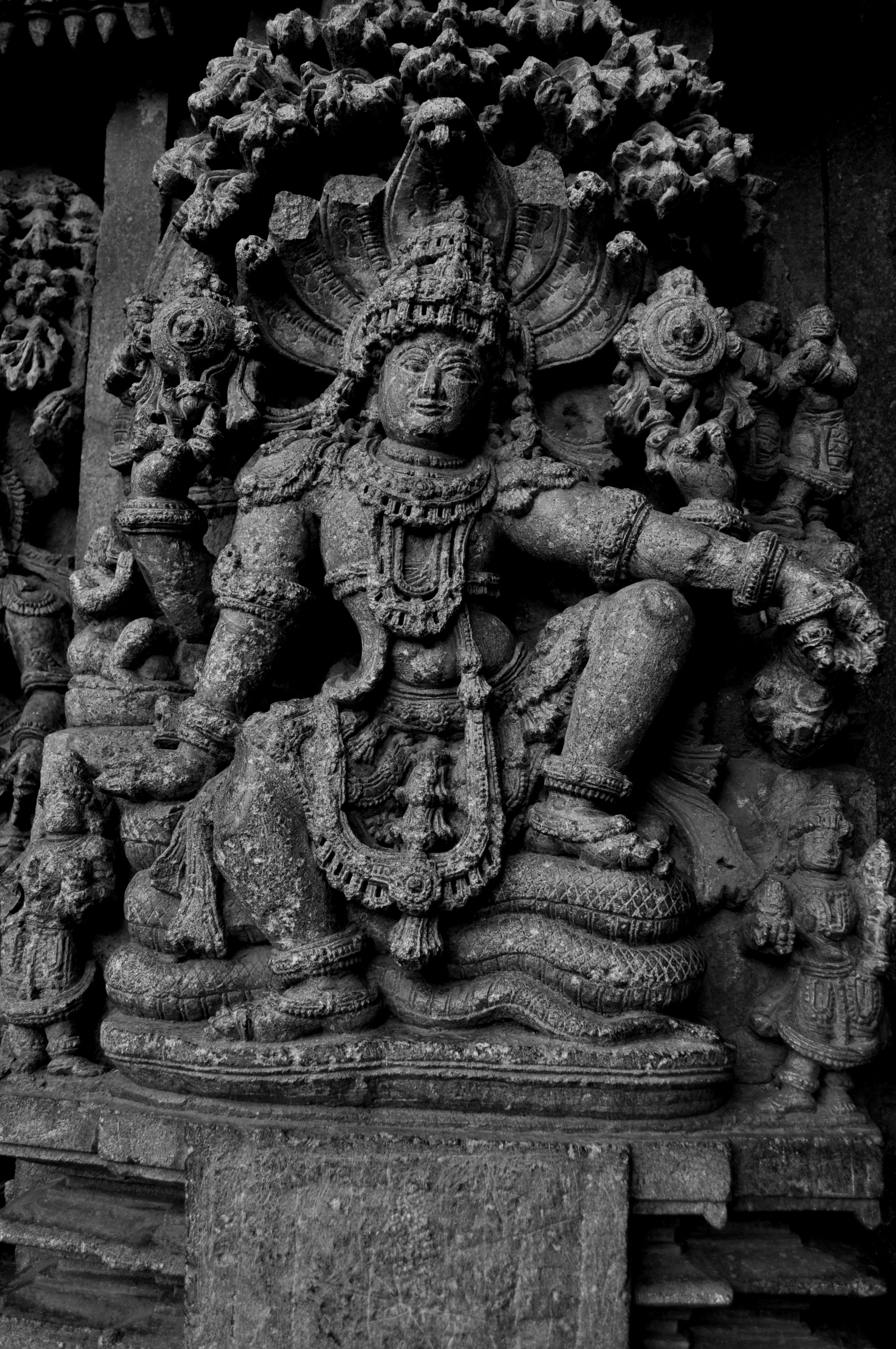
Estatua de Vishnu.
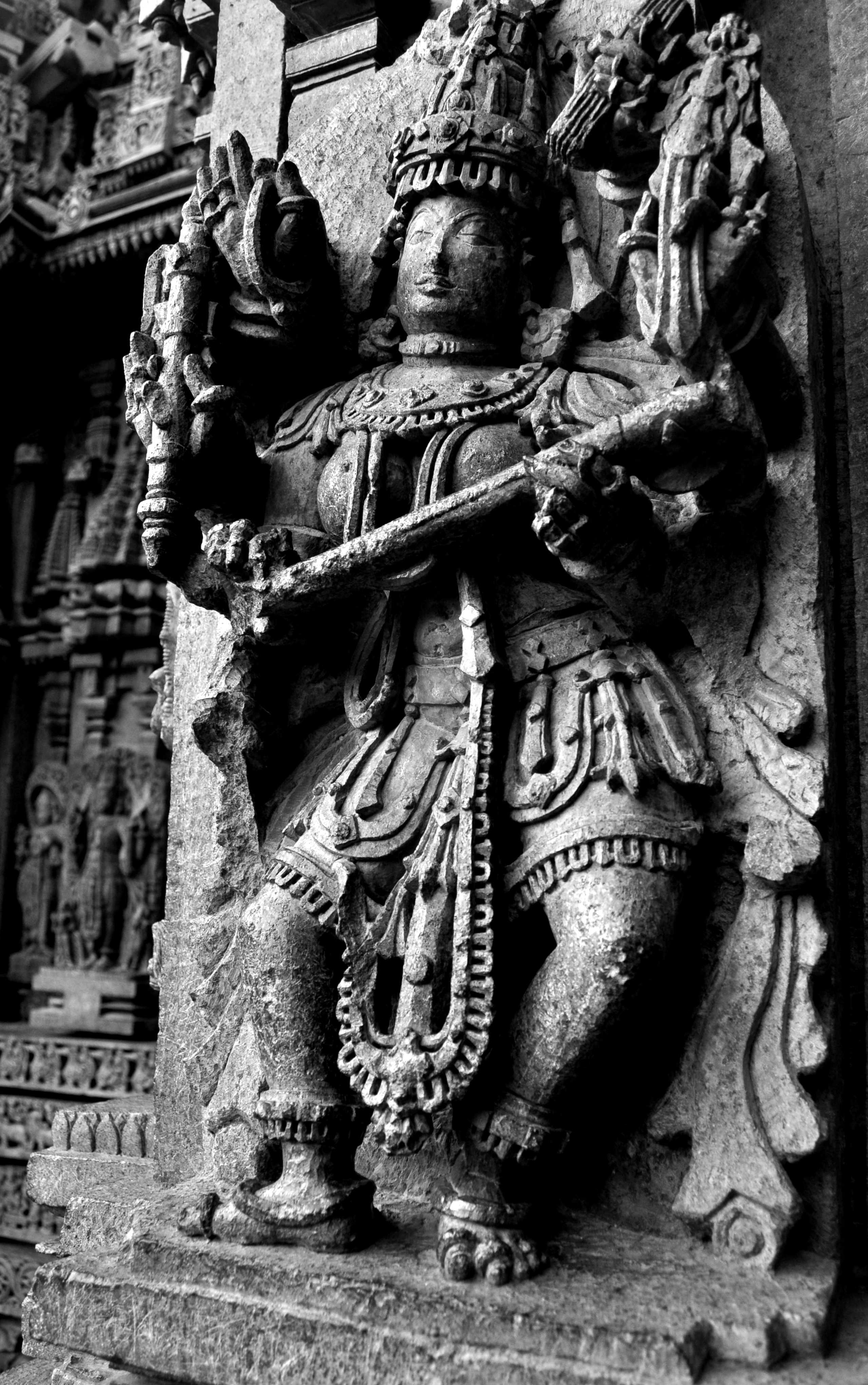
Estatua en el templo.
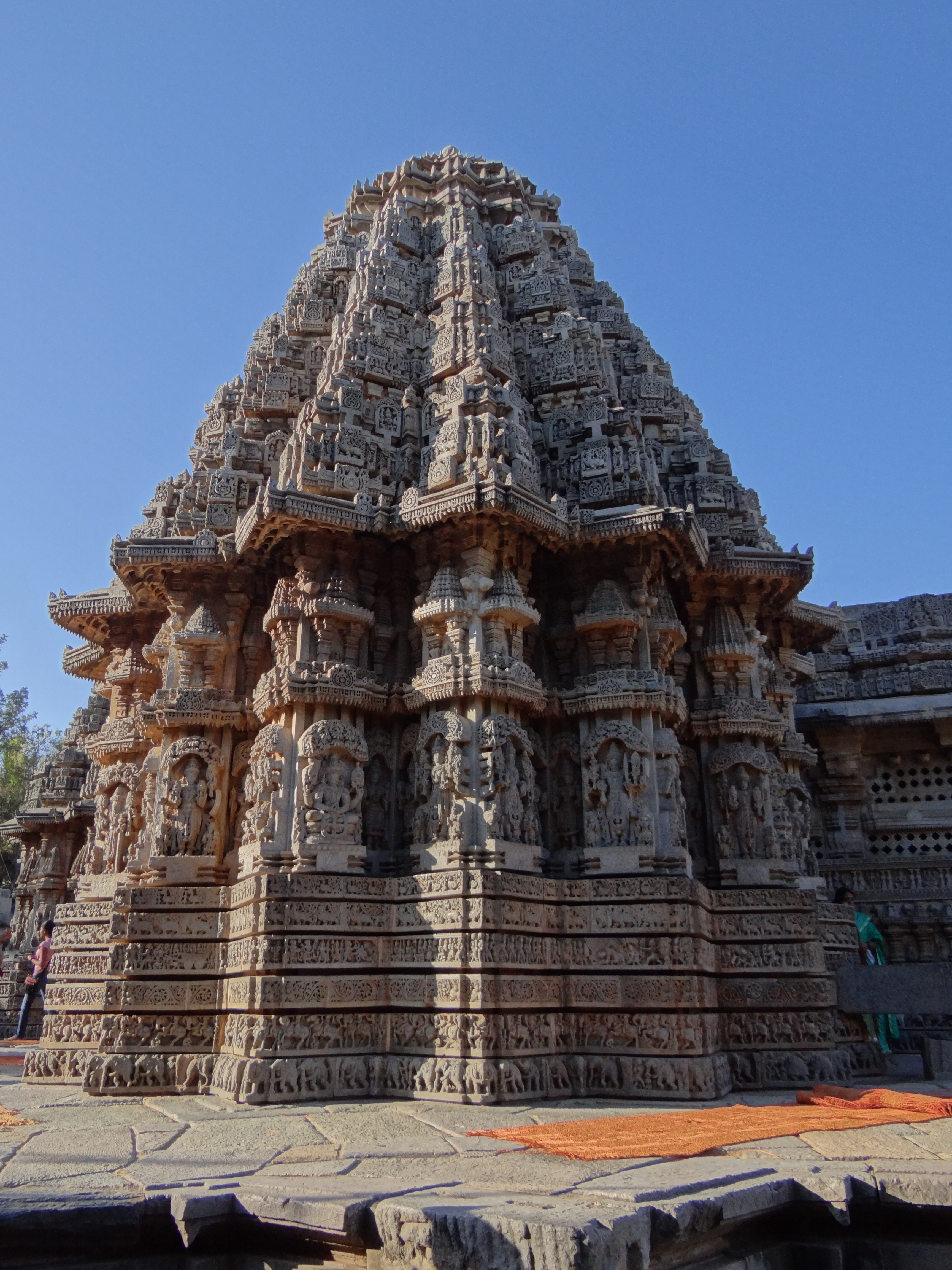
Vimana.